# Cucullanus elongatus
Cucullanus elongatus is een rondwormensoort uit de familie van de Cucullanidae. De wetenschappelijke naam van de soort is voor het eerst geldig gepubliceerd in 1933 door Smedley.